# Chondracanthus gracilis
Chondracanthus gracilis – gatunek widłonoga z rodziny Chondracanthidae. Nazwa naukowa tego gatunku skorupiaków została opublikowana w 1920 roku przez kanadyjskiego zoologa Charlesa McLeana Frasera (1872–1946).

## Podgatunki
Wyróżnia się dwa podgatunki Chondracanthus gracilis:
- C. g. gracilis Fraser, 1920
- C. g. intermedia Wilson C.B., 1935